# Carlos Ascues
Carlos Antonio Ascues Ávila (* 19. června 1992, Caracas, Venezuela) je peruánský fotbalový záložník a reprezentant, od července 2015 působí v americkém klubu Orlando City SC.
Mimo Peru působil na klubové úrovni v Portugalsku, Řecku a Německu a USA.

## Klubová kariéra
Svoji profesionální fotbalovou kariéru začal v peruánském klubu Alianza Lima. Odtud v srpnu 2012 odešel do Benfiky Lisabon, kde se začlenil do rezervního týmu.

O rok později v srpnu 2013 podepsal dvouletou smlouvu s řeckým týmem PAE Panaitolikos, odkud se v lednu 2014 vrátil do Peru na hostování do klubu Club Deportivo Universidad de San Martín de Porres. V únoru 2015 posílil peruánský prvoligový tým FBC Melgar. Avšak již v červenci 2015 se stěhoval zpět do Evropy, vyhlédl si jej za 1,5 milionu eur německý bundesligový klub VfL Wolfsburg. Hráč podepsal tříletý kontrakt.

## Reprezentační kariéra
V A-mužstvu Peru debutoval v roce 2014. O rok později získal bronzovou medaili na Copa América.

## Úspěchy

### Klubové
Alianza Lima
- 1× vítěz peruánské ligy (2015)

### Reprezentační
- 1× bronz t Copa América (2017)